# 王銘鼎
王銘鼎（？—？），贵州思南人，清朝政治人物。同进士出身。

## 生平
道光二十一年（1841年）清宣宗六旬辛丑恩科進士，三甲五十名。道光二十年（1840年），擔任清朝廣州府新安縣知縣。后由張起鵑接任。